# Любен Анев
Любен (Любомир) Василев Анев е български офицер, генерал-майор от Държавна сигурност.

## Биография
Роден е през 1919 г. в Самоков. От 1936 е член на РМС, а от 1941 г. и на БКП. Участва в Съпротивителното движение през Втората световна война, за което е арестуван и лежи в затворите в София и Плевен заедно с Трайчо Костов. След 9 септември 1944 г. влиза в Държавна сигурност и започва да работи като следовател. По-късно е оперативен работник. В периода декември 1949 – декември 1950 г. е началник на Окръжното управление на МВР във Враца. Секретар е на Районния комитет на БКП в София, а след това на Районния комитет на БКП в МВР. Заместник-началник на Висшата специална школа „Георги Димитров“. От юни 1967 до ноември 1980 г. е началник на школата. След това е назначен за началник на Управление „Опазване на държавната тайна в средствата за масова информация“ при Министерски съвет.. Достига чин генерал-майор. през 1969 г. Излиза в запаса през 1986 г. Награждаван е с орден „Народна република България“ – II ст. (1969), I ст. (1979), орден „Георги Димитров“ (1989)